# Heart River (Dakota du Nord)
Pour les articles homonymes, voir Heart River.
 (décembre 2014).
Si vous disposez d'ouvrages ou d'articles de référence ou si vous connaissez des sites web de qualité traitant du thème abordé ici, merci de compléter l'article en donnant les références utiles à sa vérifiabilité et en les liant à la section « Notes et références ».
L'Heart River est un affluent du Missouri, long d'approximativement 290 km, qui traverse d'ouest en est l'État du Dakota du Nord, aux États-Unis, en partant de sa source dans les Montagnes Rocheuses jusqu'à sa confluance avec le Missouri. 

## Géographie
Elle prend sa source près du Theodore Roosevelt National Park et rejoint le Missouri au niveau de la ville de Mandan (Dakota du Nord), proche de Bismarck (Dakota du Nord). 